# Трикутний граф
В теорії графів трикутним графом називається планарний неорієнтований граф с трьома вершинами і трьома ребрами, які утворюють трикутник.
Трикутний граф відомий також як граф-цикл {\displaystyle C_{3}} або повний граф {\displaystyle K_{3}}.

## Властивості
У трикутного графу хроматичне число дорівнює 3, хроматичний індекс 3, радіус 1, діаметр 1 та обхват 3. Він також 2-вершинно зв'язаний та 2-реберно зв'язаний.
Хроматичний многочлен графу дорівнює {\displaystyle (x-3)(x-2)x}.